# Horstmar
Horstmar là một đô thị thuộc bang North Rhine-Westphalia. Đô thị này thuộc huyện Steinfurt, cự ly khoảng 25 km về phía tây bắc của Münster.
Lâu đài ở đây được xây vào thế kỷ 19.